# ZOOEY
『ZOOEY』（ゾーイ）は、2013年3月13日にDaisyMusicから発売された佐野元春の15枚目のスタジオ・アルバムである。

## 概要
前作『COYOTE』から実に6年ぶりとなるアルバムは、佐野の57回目の誕生日当日に発売された。
タイトルは、佐野の愛犬の名前からきている。
セルフカバーアルバム『月と専制君主』から引き続き参加したミュージシャン・本作から参加したミュージシャンを合わせ佐野は新しい自分のバックバンドを組んだ。それが「THE COYOTE BAND」である。生楽器を中心としたアレンジ、ギターを重ねた重厚で歪みのあるサウンド、これまで使われてきたサックスが使われていない等が特徴となった本作は、佐野が描く、新たなロックン・ロールアルバムである。

## 販売形態
通常盤・初回限定盤・デラックス盤の3形態で発売。初回限定盤はレコーディング・ドキュメント映像、ミュージック・クリップ、インタビューが含まれたDVDが付属。デラックス盤は、初回限定盤の仕様に加え、4曲のデモテイクと12曲のInstrumentalが入った16曲入りのボーナスCD、100頁豪華ブックレット、ポスター、ステッカー、佐野からの手紙、ダウンロード・パスキーが特製BOXに同梱されている。このダウンロード・パスキーを使い本作の特設サイトにアクセスすると2曲目「虹をつかむ人」のアンプラグドバージョンが入手できる。

## 収録曲
全作詞・作曲・編曲：佐野元春

### デラックス盤[1]・初回限定盤[2]・通常盤[3]共通

#### 'ZOOEY' MASTER
1. 世界は慈悲を待っている [4:26]
2. 虹をつかむ人 [4:53]
3. La Vita é Bella (ラ・ヴィータ・エ・ベラ) [4:07]
4. 愛のためにできたこと [3:23]
5. ポーラスタア [3:23]
6. 君と往く道 [4:30]
7. ビートニクス [4:03]
8. 君と一緒でなけりゃ [4:44]
9. 詩人の恋 [6:44]
10. スーパー・ナチュラル・ウーマン [3:56]
11. 食事とベッド [4:03]
12. Zooey [3:16]

### デラックス盤・初回限定盤共通

#### 'ZOOEY' MOVIE　Recording Document and Interviews
1. 世界は慈悲を待っている（Document）
2. 世界は慈悲を待っている（Music Clip）
3. 虹をつかむ人（Document）
4. 虹をつかむ人（Live）
5. ポーラスタア（Interviews）
6. ポーラスタア（Music Clip）
7. 君と往く道（Interviews）
8. 君と往く道（Music Clip）
9. 君と一緒でなけりゃ（Music Clip）
10. スーパー・ナチュラル・ウーマン（Interviews）
11. スーパー・ナチュラル・ウーマン（Music Clip）
12. La Vita e Bella(ラ・ヴィータ・エ・ベラ)（Music Clip）

### デラックス盤

#### 'ZOOEY'LANDSCAPE  Instrumentals and Demo Tracks
1. 世界は慈悲を待っている（Instrumental）
2. 虹をつかむ人（Instrumental）
3. La Vita e Bella(ラ・ヴィータ・エ・ベラ) （Instrumental）
4. 愛のためにできたこと（Instrumental）
5. ポーラスタア（Instrumental）
6. 君と往く道（Instrumental）
7. ビートニクス（Instrumental）
8. 君と一緒でなけりゃ（Instrumental）
9. 詩人の恋（Instrumental）
10. スーパー・ナチュラル・ウーマン（Instrumental）
11. 食事とベッド（Instrumental）
12. ZOOEY （Instrumental）
13. 世界は慈悲を待っている　（Demo）
14. 愛のためにできたこと　（Demo）
15. 君と往く道　（Demo）
16. 詩人の恋　（Demo）

## 参加ミュージシャン
- 深沼元昭（Mellowhead・PLAGUES・GHEEE）
- 小松シゲル（ノーナ・リーヴス）
- 高桑圭（GREAT3）。